# Chapa-házak
A Chapa-házak a spanyolországi Valencia jellegzetes modern lakóházai.

## Történetük és leírásuk
A Chapa-házak elnevezés összesen nyolc, egybeépült többemeletes városi lakóházat jelöl Valencia belvárosában, egy közel négyzet alakú háztömb déli és keleti oldalain. A déli oldali házak a Gran Vía Marqués del Turia nevű út 65., 67., 69. és 71. számai alatt találhatók, a keleti oldalon pedig a Canovas nevű tér 1. és 3., valamint a Grabador Esteve utca 36. és 38. számai állnak. Homlokzatuk összszélessége körülbelül 180 méter.
A 20. század elején a 8 kialakított telket három különböző építésznek bocsátották rendelkezésére, akik bár bizonyos fő elvek mentén törekedtek az új házak egységes mivoltára, mégis adtak nekik olyan egyedi jellegzetességeket, amelyek megkülönböztetik őket egymástól. Közös bennük például a központi lépcsőház és a világítóudvarok megléte, különbözik viszont a homlokzatok kialakítása mellett még a lakószintek elrendezése is. A négy keleti házat Antonio Martorell építette 1909 és 1911 között, a déli oldal 69-es számát Emilio Ferrer 1911-ben, míg a 65-ös és 67-es ház Carlos Carbonelltől származik, 1913-ból.
A homlokzatok szintjei között van egy földszint, egy félemelet, egy főszint és két további emelet, illetve a legdélnyugatibb ház sarkán még egy efölötti szint is. A házak zárópárkánya egy szinuszfüggvény hullámzásához hasonlít: ez a minta több környékbeli modern házon is megjelenik. A házakon végighúzódó vízszintes tagoltságot csak a saroképületeken váltja egy függőlegesebb tagoltság, például a délnyugati ház egymás fölött elhelyezkedő félkör illetve háromkaréjos alaprajzú zárt erkélyei.

## Képek

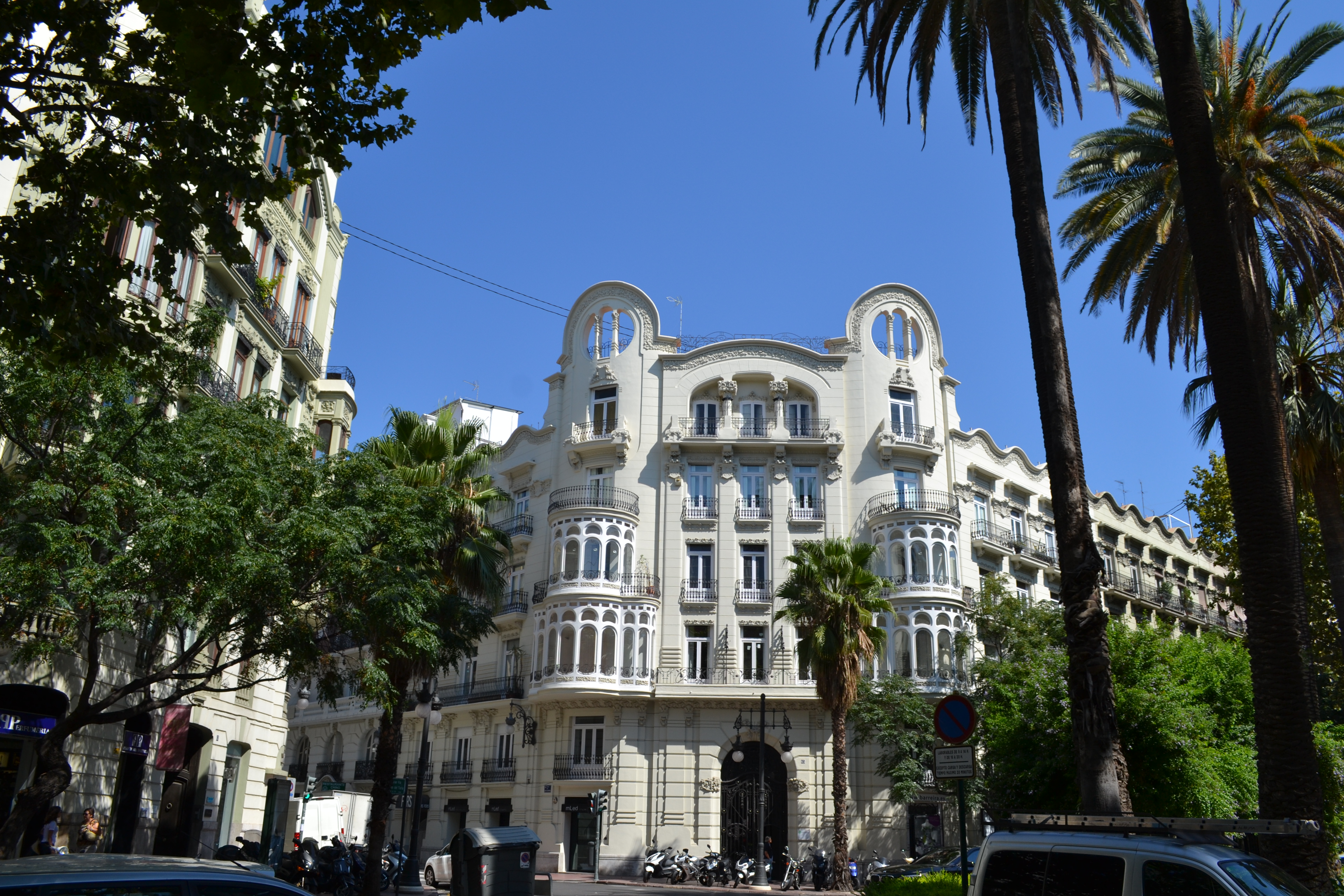
A délnyugati ház és környezete
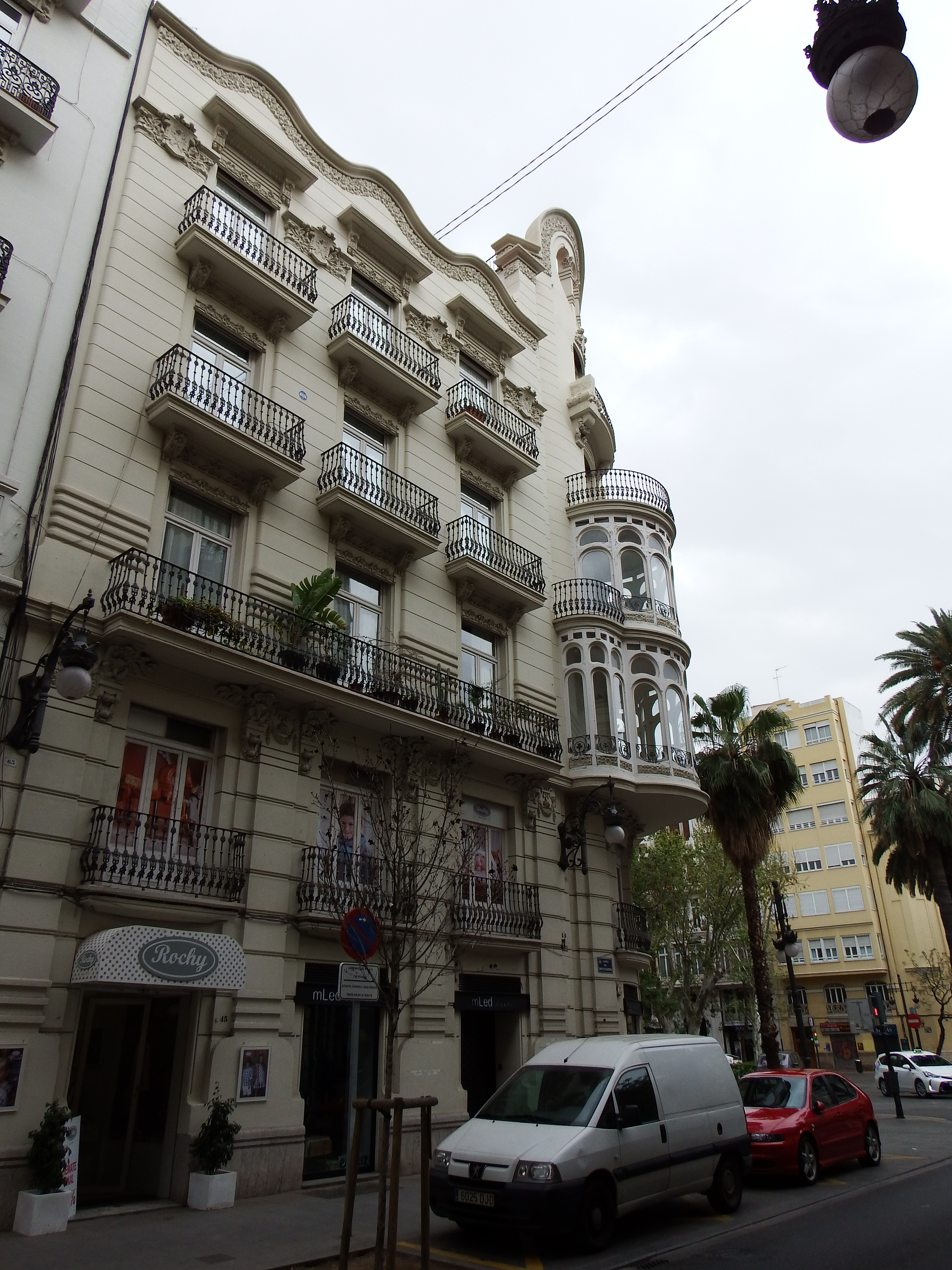
Részlet a 65. számú házból
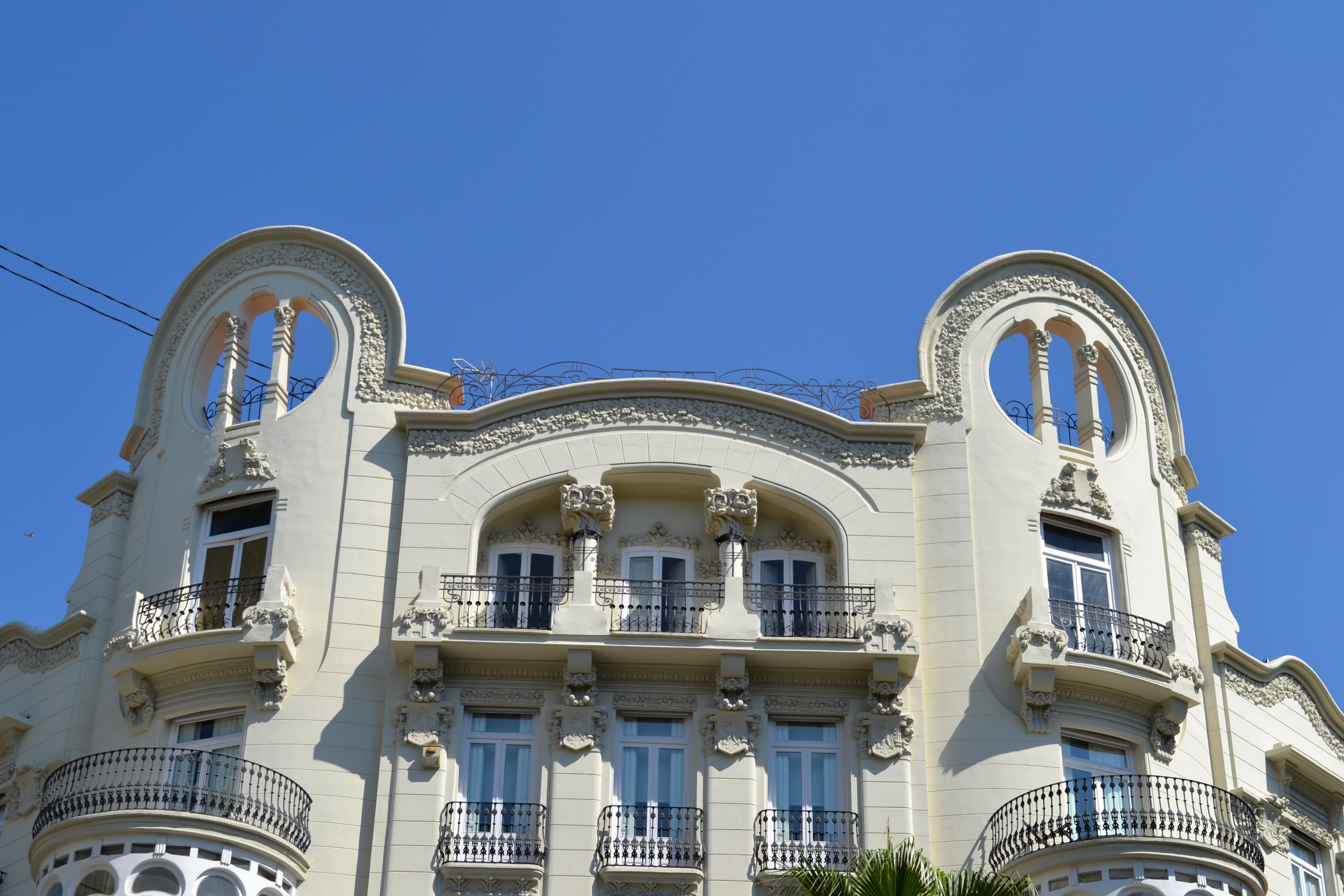
Részlet
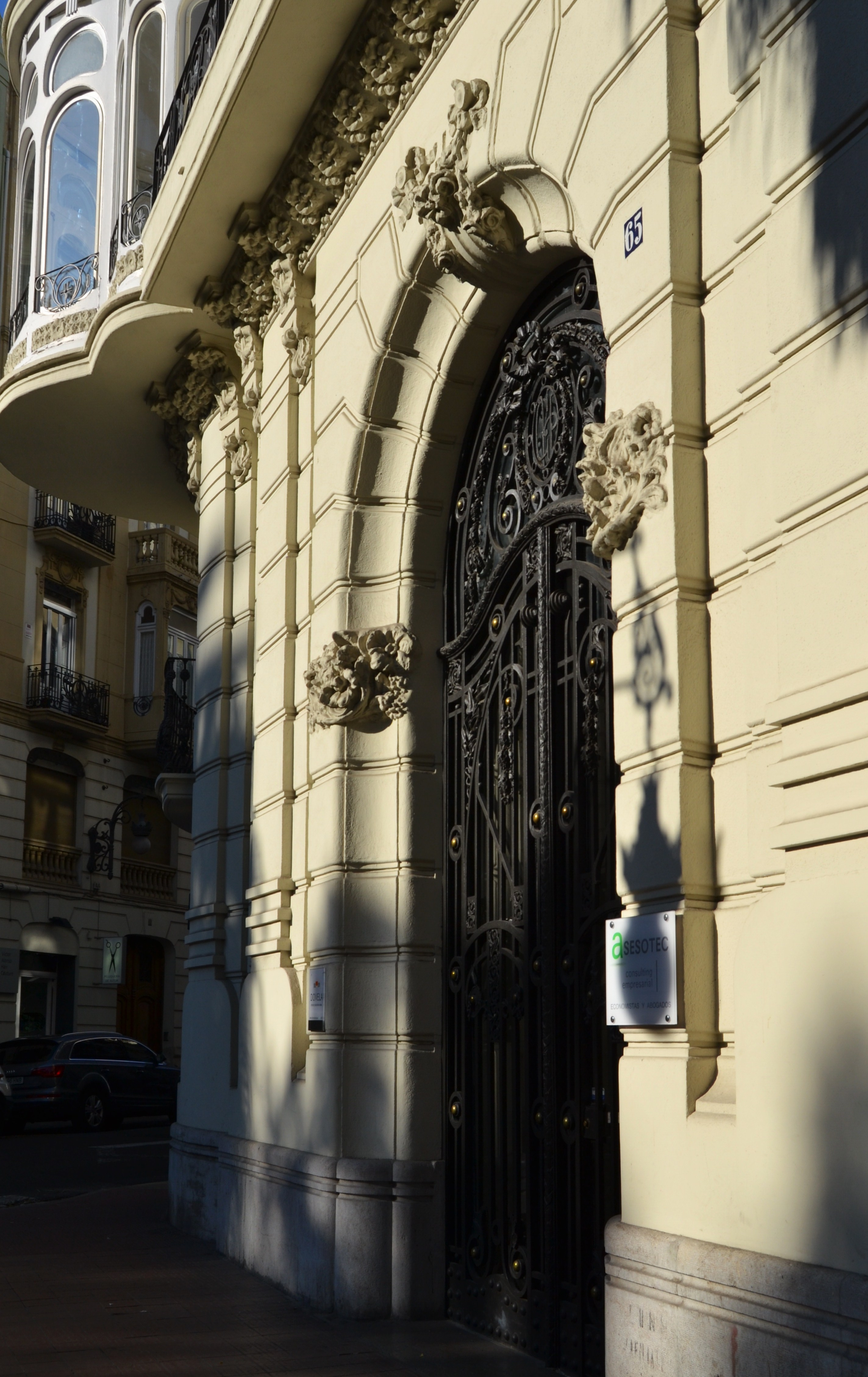
Kapu